# Euoplocephalini
De Euoplocephalini zijn een groep plantenetende dinosauriërs, die behoren tot de Ankylosauria.
In 2018 publiceerde de paleontoloog Paul Penkalski een kladistische analyse van de Ankylosauridae met als uitkomst dat er een aftakking was met als meest afgeleide vorm Euoplocephalus, waarvan vele andere soorten een reeks afsplitsingen vormden.
Deze klade benoemde hij als de tribus Euoplocephalini. De klade werd gedefinieerd als de groep bestaande uit alle Ankylosaurinae sensu Sereno, omvattende Euoplocephalus tutus en alle soorten die nauwer verwant zijn aan Euoplocephalus dan aan Oohkotokia horneri.
De groep bestaat uit middelgrote vormen uit het Campanien van Noord-Amerika. Volgens de analyse waren Anodontosaurus lambei, Anadontosaurus inceptus, Dyoplosaurus acutosquameus, Scolosaurus cutleri, Scolosaurus thronus, Platypelta coombsi en Ziapelta sanjuanensis leden van deze klade.